# Darren Anderton
Darren Anderton (Southampton, Inglaterra, 3 de marzo de 1972) es un exfutbolista inglés. Se desempeñaba en la posición de centrocampista.

## Selección nacional
Fue internacional con la selección de fútbol de Inglaterra en 30 ocasiones y marcó 7 goles. Debutó el 9 de marzo de 1994, en un encuentro amistoso ante la selección de Dinamarca que finalizó con marcador de 1-0 a favor de los ingleses. Participó en Francia, en la Copa Mundial de Fútbol de 1998, donde anotó un gol ante Colombia en la victoria inglesa 2-0.

### Participaciones en Copas del Mundo
| Mundial                        | Sede    | Resultado        |
| ------------------------------ | ------- | ---------------- |
| Copa Mundial de Fútbol de 1998 | Francia | Octavos de final |

### Participaciones en Eurocopa
| Eurocopa      | Sede       | Resultado |
| ------------- | ---------- | --------- |
| Eurocopa 1996 | Inglaterra | Semifinal |

## Clubes
| Club                    | País       | Año         |
| ----------------------- | ---------- | ----------- |
| Portsmouth F. C.        | Inglaterra | 1990 - 1992 |
| Tottenham Hotspur       | Inglaterra | 1992 - 2004 |
| Birmingham City         | Inglaterra | 2004 - 2005 |
| Wolverhampton Wanderers | Inglaterra | 2005 - 2006 |
| AFC Bournemouth         | Inglaterra | 2006 - 2008 |

## Palmarés

### Campeonatos nacionales
| Título          | Club              | País       | Año  |
| --------------- | ----------------- | ---------- | ---- |
| Copa de la Liga | Tottenham Hotspur | Inglaterra | 1999 |